# 埃利奥特·邦谢特里
埃利奥特·邦谢特里（Elliot Benchetrit，1998年10月2日—），摩洛哥男子网球运动员，曾代表法国参赛。自2021年1月1日起，邦谢特里开始代表摩洛哥参赛。他在ITF男子巡回赛上赢得了3座单打冠军以及2座双打冠军，并在ATP挑战巡回赛中获得了1座双打冠军。

## 个人生活
邦谢特里出生于法国尼斯，他是犹太人，目前居住在摩洛哥。他的父亲是摩洛哥人。

## 职业生涯
邦谢特里在2017年赢得了他的首个ITF男子巡回赛单打比赛冠军，地点在突尼斯，同年他还在摩洛哥赢得了首个ITF双打比赛冠军，与马克西姆·阿穆搭档。
邦谢特里在2018年法国网球公开赛上首次亮相大满贯赛事的正赛，他获得了单打外卡资格。他在首轮比赛中以四盘不敌同胞加埃爾·蒙菲爾斯。次年在2019年法国网球公开赛上，他再次获得单打和双打的外卡资格，并在两个项目中都赢得了首轮比赛。

### 2020年澳大利亚网球公开赛香蕉事件
2020年1月19日，在参加2020年澳大利亚网球公开赛资格赛时，21岁的邦谢特里要求一名青少年球童为他拿一根香蕉。当球童将香蕉递给他时，邦谢特里表示“我做不到”（I can't do it…），暗示由于手指被“严重包扎”（heavily taped）以防水泡（或如某些媒体报道所说“严重包扎”）并且为了防止出汗，他在手上涂了膏药，无法剥开香蕉，并要求球童为他剥皮。随后主裁判介入，命令邦谢特里自己剥开香蕉，并告诉他球童“不是他的奴隶”（was not his slave）。邦谢特里最终击败对手并成功晋级正赛，但在正赛首轮失利。这一事件在社交媒体上引发了热议，也让网球界对球童的角色产生了争议。邦谢特里事后表示，他对主裁判的说法以及社交媒体的反应感到难以置信，认为人们不了解事件的真相。

## ITF巡回赛决赛

### 单打：10次（6胜4负）
| 图例            |
| --------------- |
| ATP挑战赛 (0–0) |
| ITF未来赛 (6–4) |

| 按场地分类的冠军 |
| ---------------- |
| 硬地 (4–0)       |
| 红土 (2–4)       |
| 草地 (0–0)       |
| 地毯 (0–0)       |

| 结果 | 胜–负 | 日期       | 赛事                    | 级别              | 场地类型 | 对手                   | 比分          |
| ---- | ----- | ---------- | ----------------------- | ----------------- | -------- | ---------------------- | ------------- |
| 负   | 0–1   | 2017年6月  | 突尼斯 F21，哈马马特    | 未来赛            | 红土     | 克里斯蒂安·罗德里格斯  | 5–7, 4–6      |
| 负   | 0–2   | 2017年7月  | 摩洛哥 F2，穆罕默迪耶   | 未来赛            | 红土     | 卡洛斯·博卢达-普尔基斯 | 0–6, 4–6      |
| 胜   | 1–2   | 2017年9月  | 突尼斯 F25，哈马马特    | 未来赛            | 红土     | 鲁道夫·莫莱克          | 6–4, 2–0 Ret. |
| 胜   | 2–2   | 2017年9月  | 突尼斯 F26，哈马马特    | 未来赛            | 红土     | 卢卡·贾科米尼          | 6–4, 6–2      |
| 胜   | 3–2   | 2018年2月  | 突尼斯 F6，杰尔巴岛     | 未来赛            | 硬地     | 马泰奥·马尔蒂诺        | 6–3, 6–2      |
| 胜   | 4–2   | 2022年9月  | M25，辛特拉             | ITF世界网球巡回赛 | 硬地     | 耶斯珀·德容            | 6–4, 6–1      |
| 胜   | 5–2   | 2023年1月  | M25，多哈               | ITF世界网球巡回赛 | 硬地     | 博格丹·博布罗夫        | 6–4, 6–3      |
| 负   | 5–3   | 2023年5月  | M15，Kuršumlijska Banja | ITF世界网球巡回赛 | 红土     | 马尔科·托波            | 3–6, 4–6      |
| 胜   | 6–3   | 2023年10月 | M15，莫纳斯提尔         | ITF世界网球巡回赛 | 硬地     | 奥拉夫·皮耶茨科夫斯基  | 6–2, 6–3      |
| 负   | 6–4   | 2024年5月  | M15，布加勒斯特         | ITF世界网球巡回赛 | 红土     | 彼得尔·涅斯捷罗夫      | 1–6, 2–6      |

### 双打：5次（3胜2负）
| 图例            |
| --------------- |
| ATP挑战赛 (1–1) |
| ITF未来赛 (2–1) |

| 结果 | 编号 | 日期 | 赛事 | 场地类型 | 搭档 | 对手 | 比分 |
| ---- | ---- | ---- | ---- | -------- | ---- | ---- | ---- |

| 胜 | 1. | 2017年8月5日  | 卡萨布兰卡，摩洛哥 F3 | 红土 | 马克西姆·阿穆   | 尼克·查彭尔 斯坎德尔·曼苏里   | 7–6(7–4), 6–7(2–7), [10–5] |
| 胜 | 2. | 2017年9月10日 | 哈马马特，突尼斯 F25  | 红土 | 鲁道夫·莫莱克   | 阿齊茲·杜加茲 阿尼斯·戈贝尔   | 7–5, 6–3                   |
| 负 | 1. | 2017年9月17日 | 哈马马特，突尼斯 F26  | 红土 | 路易·韦塞尔斯   | 菲利波·巴尔迪 米尔科·库图利   | 4–6, 4–6                   |
| 胜 | 3. | 2018年6月17日 | 里昂，法国            | 红土 | 若弗雷·布朗卡诺 | 谢政鹏 卢卡·马尔加罗利        | 6–3, 4–6, [10–7]           |
| 负 | 2. | 2020年8月22日 | 托迪，意大利          | 红土 | 雨果·加斯頓     | 阿列尔·贝阿尔 安德烈·戈盧別夫 | 4–6, 2–6                   |